# Стыльское обнажение
Стыльское обнажение — геологический памятник природы общегосударственного значения. Находится в Кальмиусском районе Донецкой области возле села Стыла. Статус памятника природы присвоен распоряжением Совета Министров УССР от 14 октября 1975 года. № 780-р. Площадь — 25 га. В Стыльском обнажении наблюдается разрез отложений верхнего девона и карбонатной толщи нижнего карбона.
В Стыльском обнажении на поверхность вышли зелёные и бурые песчаники смешанные с вулканическими бомбами, а также зелёные яшмовидные кремнистые сланцы. Здесь можно найти большое количество отпечатков лепидодендропсисов — растений девонского геологического периода.
Выше песчаников и сланцев находятся залежи известняков, которые были образованы из обломков скелетов морских животных и раковин. Известняковые скалы достигают одиннадцатиметровой высоты. В результате воздушной эрозии известняковые скалы обрели причудливые формы.
В 2008 году Стыльское обнажение попало в Toп-100 всеукраинского конкурса «Семь природных чудес Украины».